# Алемасов, Александр Михайлович
Алекса́ндр Миха́йлович Алема́сов (1902 год, Златоуст, Уфимская губерния, ныне Челябинская область — декабрь 1972 года, Воронеж) — советский партийный и государственный деятель, первый секретарь Татарского областного комитета ВКП(б) (1938—1942). Организатор массовых репрессий в Татарской АССР в 1937—1938 гг.
Депутат Верховного Совета СССР 1 созыва, кандидат в члены ЦК ВКП(б) (с 21 марта 1939 по 5 октября 1952 годы). Капитан государственной безопасности (23 апреля 1937 года). Входил в состав особой тройки НКВД ТАССР.

## Биография
Родился в 1902 году в Златоусте Уфимской губернии. С 1914 года работал чернорабочим, учеником слесаря, а с сентября 1918 года — в частной пекарне.
В июле 1919 года поступил в Златоустовскую транспортную ЧК, в ноябре того же года вступил в ряды РКП(б), в апреле 1920 года — в ряды РККА, после чего служил политработником, однако в марте 1921 года вернулся в Златоустовскую ЧК на должность уполномоченного. В феврале 1923 года был переведён на флот, после чего работал электриком и старшим электриком на линкорах «Марат» и «Парижская коммуна» и на канонерской лодке «Ленин». В ноябре 1925 года демобилизовался, после чего работал слесарем в депо станции Златоуст.
С июля 1927 года работал в Златоустовском облисполкоме на должности заведующего агитационно-пропагандистским отделом ВКП(б), а в январе 1930 года был назначен на должность секретаря парткома Минераловодского железнодорожного узла. В ноябре того же года был направлен на учёбу в Ростовский институт подготовки кадров Красной профессуры, после окончания которого в мае 1931 года был назначен на должность секретаря комитета ВКП(б) Паровозоремонтного завода имени В. И. Ленина, расположенного в Ростове.
В ноябре 1932 года был направлен на учёбу в Историко-партийный институт Красной профессуры, который окончил в августе 1933 года, и в сентябре того же года был назначен на должность партийного организатора ЦК ВКП(б) Паровозоремонтного завода имени Ф. Э. Дзержинского в Воронеже, а в марте 1935 года — на должность второго секретаря Воронежского горкома ВКП(б).
9 января 1937 года был принят стажёром в 4-й (секретно-политический) отдел ГУГБ НКВД СССР, по Ежовскому призыву, после чего 23 апреля того же года был назначен на должность начальника 3-го отделения 4-го отдела, а 20 июля — на должность народного комиссара внутренних дел Татарской АССР, однако уже с 26 августа того же года исполнял обязанности первого секретаря Татарского областного комитета ВКП(б). На этой должности был утверждён 19 июня 1938 года. Этот период отмечен вхождением в состав особой тройки, созданной по приказу НКВД СССР от 30.07.1937 № 00447 и активным участием в сталинских репрессиях. Результатом этой работы стало его награждение 22.7.1937 орденом Красной Звезды с формулировкой «За образцовое и самоотверженное выполнение важнейших заданий Правительства».
3 марта 1938 года Сталин получил записку от члена Комиссии партийного контроля Е. Ярославского с приложением письма группы рабочих и инженерно-технических работников из Татарской АССР. В нём говорилось, что бывший начальник УНКВД, назначенный первым секретарем Татарского обкома ВКП(б), А. М. Алемасов истребляет татарские кадры. Арестованы тысячи студентов, учащихся, председателей сельсоветов, колхозов и других категорий населения, разгромлена татарская писательская организация, население республики терроризировано, жизнь в городе и деревне разваливается. Ознакомившись с письмом, Сталин дал задание секретарям ЦК Андрееву и Маленкову: «Просьба проверить и наметить меры урегулирования». Тем не менее, Алемасов оказался в числе руководителей, награждённых 23 июля 1940 года орденом Ленина «в ознаменование 20-й годовщины образования Татарской Автономной Советской Социалистической Республики».
В марте 1942 года был назначен на должность первого секретаря Ленинск-Кузнецкого городского комитета ВКП(б) (Новосибирская область), в январе 1943 года — на должность начальника Политического сектора Новосибирского областного земельного отдела, в июне 1943 года — на должность первого секретаря Томского городского комитета ВКП(б) (Новосибирская область), однако в мае 1944 года был снят с этой должности и в сентябре 1945 года был назначен на должность первого секретаря Кременчугского городского комитета КП(б) Украины (Полтавская область).

## Завершающий этап
С января 1948 года вышел на пенсию по состоянию здоровья. Умер в декабре 1972 года в Воронеже.

## Награды
- орден Ленина — 23.6.1940, в ознаменование 20-й годовщины образования Татарской Автономной Советской Социалистической Республики, за достижения в развитии промышленности, сельского хозяйства, науки и искусства
- орден Красной Звезды — 22.7.1937, за образцовое и самоотверженное выполнение важнейших заданий Правительства